# ワタシが私を見つけるまで
『ワタシが私を見つけるまで』（原題:How to Be Single）は2016年にアメリカ合衆国で公開されたロマンティック・コメディ映画である。監督はクリスチャン・ディッター、主演はダコタ・ジョンソンとレベル・ウィルソンが務めた。本作はリズ・タシーロが2008年に発表した小説『ひとりな理由はきかないで』を原作にしている。
なお、本作は日本国内で劇場公開されなかったが、2017年5月17日にDVDが発売された。

## ストーリー
アリスは恋人のジョシュに別れを告げて、法律関係の事務職に就くためにニューヨークへ向かった。アリスは姉のメグと住むことになったのだが、メグは一風変わった信念の持ち主であった。メグは産婦人科医として働いていたが、自分自身が子育てをしたり結婚したりすることはないと公言していたのである。アリスは同僚のロビンと親しくなった。彼女は夜な夜なパーティーに繰出し、ワンナイトラブを楽しんでいた。また、アリスは地元のバーで働くトムとも親しくなった。彼は独身生活を満喫しており、1度に複数の女性と関係を持っていた。ある日、トムはルーシーという名前の女性に会った。ルーシーは様々な出会い系サイトを駆使して、運命の男性を探し求めているのだという。
しばらくして、アリスはジョシュに復縁を持ちかけたが、彼はそれをぶっきらぼうに断った。その頃、メグは唐突に子供が欲しくなり、精子の提供を受ける決断を下した。
妊娠後、メグはクリスマスパーティーで出会った年下の男性（ケン）と恋に落ちた。当初、メグはケンのアプローチを断っていたが、徐々に彼に惹かれていったのである。「こんな年下の男と本気の恋愛にはなるまい」と思ったメグは、ケンに自分が妊娠している事実を伝えなかった。プライベート面が充実していく姉とは対照的に、アリスはジョシュのことを引きずっていた。「いつまでもくよくよしていてはいけない」と思い立ったアリスは、近所で開催されている恋活イベントに参加し、そこでデヴィッドと知り合いになった。その頃、ルーシーはデートで立て続けに嫌な思いをしていた。そんなルーシーの姿を見たトムは、いつの間にか自分が彼女に惹かれていると自覚した。
ルーシーは新しい恋人と3週間交際していたが、唐突に別れを告げられた。ショックのあまり、ルーシーは絵本の読み聞かせのボランティアで正気を失って子供たちの前で暴れだしてしまう。そんなルーシーを諫めつつ優しく包み込んだのがジョージであった。傷心のルーシーだったが、今度はジョージと交際することにした。
アリス、メグ、ロビン、ルーシーの4人は恋愛を通して自分らしい生き方を発見していくことになる。

## キャスト
- ダコタ・ジョンソン - アリス・ケプリー

恋愛経験が豊富だが、これは一人になるのが嫌という寂しがり屋な性格。
- レベル・ウィルソン - ロビン

アリスの同僚。男とは一夜限りの関係を求める。
- レスリー・マン - メグ・ケプリー

アリスの姉。産科医。真面目な性格。
- アリソン・ブリー - ルーシー

出会い系サイトの常連。統計学を用いて結婚相手を探すなど徹底している。
- デイモン・ウェイアンズ・Jr - デヴィッド・ストーン

デベロッパー。妻がいたが亡くなっており、今でもショックから立ち直れていない。フィービーという娘もいるが妻が亡くなったことを話していない。
- アンダーズ・ホーム - トム

バーの店員。女性関係が乱れている。
- ニコラス・ブラウン - ジョシュ

アリスの元恋人。
- ジェイク・レイシー - ケン

メグが出会った男性。ブラウン法律事務所で受付をしている。
- ジェイソン・マンツォーカス - ジョージ
- コリン・ジョスト - ポール
- サラ・ラモス - ミシェル

ジョシュの現恋人。
- ブレント・モリン - トーマス

## 製作
ニュー・ライン・シネマがリズ・タシーロの『ひとりな理由はきかないで』の映画化権を購入したのは2008年のことであった。2011年3月にはドリュー・バリモアが本作の監督に起用されたとの報道があったが、2013年には降板することとなり、その代役としてクリスチャン・ディッターが起用された。
2014年2月24日、リリー・コリンズに出演オファーが出ていると報じられた。6月19日、アリソン・ブリーが本作の出演交渉に臨んでいるとの報道があった。2015年1月29日、ダコタ・ジョンソン、レベル・ウィルソン、レスリー・マンの出演が決まった。3月6日、デイモン・ウェイアンズ・Jrが本作に出演すると報じられた。4月14日、ジェイソン・マンツォーカスとニコラス・ブラウンがキャスト入りした。
本作の主要撮影は2015年4月20日にニューヨークで始まり、同年8月15日に終了した。

## 興行収入
本作は『デッドプール』及び『ズーランダー NO.2』と同じ週に公開され、公開初週末に2000万ドルから2500万ドルを稼ぎ出すと予想されていたが、実際の数字はそれを下回るものであった。2016年2月12日、本作は全米3343館で封切られ、公開初週末に1787万ドルを稼ぎだし、週末興行収入ランキング初登場3位となった。

## 評価
映画批評集積サイトのRotten Tomatoesには146件のレビューがあり、批評家支持率は47%、平均点は10点満点で5.2点となっている。サイト側による批評家の見解の要約は「『ワタシが私を見つけるまで』はフェミニスト的ロマンティック・コメディ映画であることを売りにしており、ロマコメの定型を覆そうとした。しかし、その型に進んではまり込むという失策を犯した。」となっている。また、Metacriticには32件のレビューがあり、加重平均値は51/100となっている。なお、本作のCinemaScoreはBとなっている。